# Ельбер: Вогнедан, Повелитель
«Ельбер: Вогнедан, Повелитель» — перший роман української письменниці Мирослави Горностаєвої з циклу «Ельбер». Є фентезійним романом на основі слов'янської міфології. Написаний в 2006 році. Описує життя Вогнедана перед та після вторгнення моанців до Ельберу.

## Головні герої твору
- Вогнедан — «…Повелитель Вогнедан, був ще Князем Данадільським, прозваним боговладцями Принцом Яблуневого Саду…», син Святослава, онук Святополка.
- Воїслав Ведангський — товариш Вогнедана, син Вартислава, княжич Чорногори.
- Святослав — Повелитель Ельберу, батько Вогнедана.
- Вартислав Ведангський — батько Воїслава, помічник Святослава, «…його звуть Охоронцем Клейнодів в очі і „Тінню Повелителя“ позаочі.».
- Влад Пард — князя Чорногори.